# Krzysztof Jasiński
Krzysztof Roman Jasiński (ur. 21 lipca 1943 w Borzechowie) – polski reżyser teatralny i telewizyjny, a także aktor. Założyciel i od 1966 dyrektor artystyczny Krakowskiego Teatru Scena STU.

## Życiorys

### Młodość i wykształcenie
W dokumentach jako jego miejsce urodzenia wpisany został Borzechów. Krzysztof Jasiński w wywiadzie wskazał, że w miejscowości tej został ochrzczony, natomiast urodził się w szpitalu w Lublinie. Wychowywał się m.in. w Śmiglu w Wielkopolsce. Po śmierci ojca, mając 12 lat, zamieszkał w internacie.
Jako nastolatek był karany za włamanie do zbrojowni liceum i kradzież amunicji oraz za znieważenie popiersia Włodzimierza Lenina. Dziewięć miesięcy spędził w zakładzie poprawczym, powtarzał klasę, był wyrzucany ze szkół. Kiedy uczęszczał do gimnazjum, chciał wstąpić do seminarium duchownego. W 1962 ukończył XXIII Liceum Ogólnokształcące w Łodzi. Później wyjechał do Poznania, gdzie ukończył studium nauczycielskie. Leczył gruźlicę w zakopiańskim sanatorium rehabilitacyjnym, gdzie założył kabaret. W 1968 został absolwentem wydziału aktorskiego Państwowej Wyższej Szkoły Teatralnej im. Ludwika Solskiego w Krakowie.

### Kariera
W 1966 założył Teatr STU, który zaczął się pojawiać na największych festiwalach w Polsce i poza jej granicami. Był współtwórcą spektakli określanych jako manifesty pokolenia: Spadanie, Sennik polski, Exodus. W 1975 teatr ten przekształcił się w scenę zawodową. Był dyrektorem krakowskiego ośrodka TVP i dyrektorem programowym Canal+ w Polsce.
Znany z realizacji widowisk plenerowych. Reżyserował m.in. Harfę Papuszy na krakowskich Błoniach, Halkę w krakowskim parku Skałki Twardowskiego i Giocondę nad brzegiem Odry we Wrocławiu. Był reżyserem oper Giuseppe Verdiego (Makbeta i Rigoletta w Teatrze Wielkim w Poznaniu), a także musicalu Chicago w Teatrze Komedia w Warszawie. Reżyser widowisk telewizyjnych – twórca m.in. benefisów w Krakowskim Teatrze Scena STU. W 2013 wyreżyserował Zemstę Aleksandra Fredry w Teatrze Polskim w Warszawie. Zagrał w kilku filmach i serialach.

## Życie prywatne
Wkrótce po studiach ożenił się z Krystyną Gonet, absolwentką socjologii na UJ, która była związana z Teatrem STU jako autorka scenariuszy i scenografii. Ma córkę Magdalenę. Przez siedem lat był partnerem piosenkarki Maryli Rodowicz, z którą ma dwoje dzieci – Jana i Katarzynę. Zawarł związek małżeński z Beatą Rybotycką, z którą ma córkę Zofię.

## Filmografia
- 1970: Prom jako radiotelegrafista

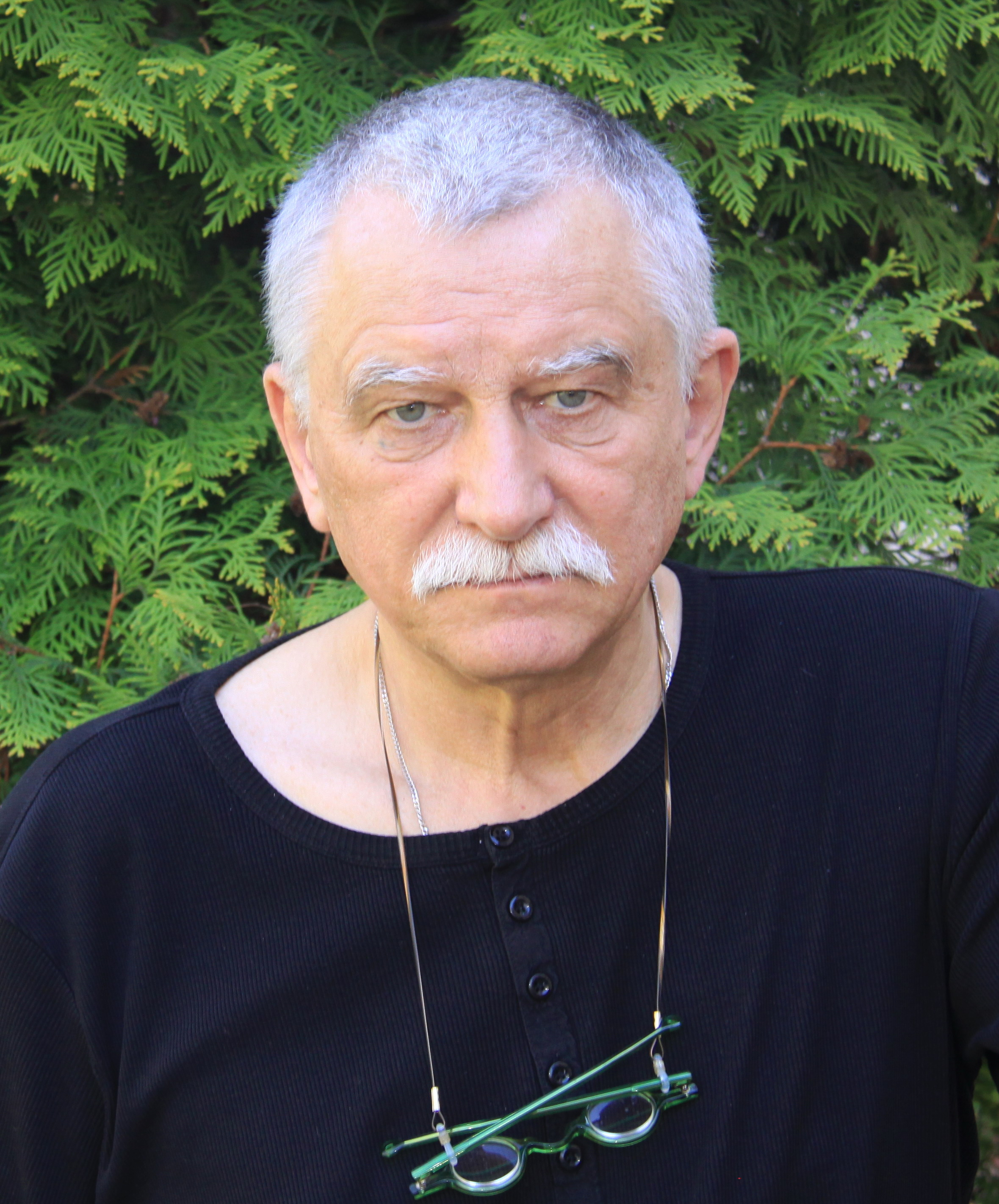
Krzysztof Jasiński (2012)

- 1976: Zaklęty dwór jako Damazy Czorgut
- 1981: W obronie własnej jako Krzysztof
- 1982: Wilczyca jako Kacper Wosiński, mąż Maryny
- 1988: Powrót do Polski jako Ignacy Jan Paderewski
- 1989: Kanclerz jako Samuel Zborowski
- 1989: Żelazną ręką jako Samuel Zborowski
- 1990: Kapitan Conrad jako Apollo Korzeniowski, ojciec Józefa
- 1994: Legenda Tatr jako harnaś Nowobilski
- 2000: Klasa na obcasach jako ojciec Kobry
- 2001: Więzy krwi jako Józef Bronowicz
- 2008: BrzydUla jako Krzysztof Dobrzański
- 2017: Miasto skarbów jako Stanisław Kamiński
- 2021: Wieleżyński. Alchemik ze Lwowa jako spadkobierca Lindenbauma
- 2022: Mój agent jako Gustaw Krantz

## Odznaczenia i wyróżnienia
- Krzyż Komandorski z Gwiazdą Orderu Odrodzenia Polski (2016)[8]
- Krzyż Komandorski Orderu Odrodzenia Polski (2000)[9]
- Złoty Krzyż Zasługi (1977)
- Złoty Medal „Zasłużony Kulturze Gloria Artis” (2005)[10]
- Nagroda Miasta Krakowa (1973)[11]
- tytuł honorowego obywatela Śmigla (2002)[12]